# Hernán Galindo
Hernán Galindo (Monterrey, Nuevo León, México, 18 de noviembre de 1960) es un dramaturgo, escritor, comunicólogo, director teatral, investigador escénico,
docente, diseñador, productor, guionista y promotor cultural. 

## Biografía
Es Licenciado en Ciencias de la Comunicación y estudió teatro en la Universidad Regiomontana y en la Universidad de California, en Los Ángeles. Fue becado por el Centro de Escritores de Nuevo León. En 1985 hizo un viaje de investigación teatral a Nueva York y en 1988 a España. Es miembro activo de PROTEAC - Profesionales de Teatro, A.C y fundador del grupo Dramas Nuevo León, de dramaturgia. Inauguró el teatro Odeón en Monterrey y estrenó el Foro Procultura y el espacio escénico Arte A.C.
En su haber tiene más de cincuenta obras de teatro, entre teatro breve, pastorelas y obras de gran formato. Su dirección escénica abarca todos los géneros y sus obras han sido representadas en diversas ciudades del país, así como en Nueva York, San Diego y Roma. Su obra sobre una leyenda maya, "Palenque Rojo", ha cumplido más de cien representaciones en San Cristóbal de las Casas, Chiapas.
Como director teatral ha dirigido obras de autores universales, como: Shakespeare, Eugene O´Neill, Aristófanes, Molière, Oscar Wilde, Strindbeg, Mishima y Shaffer y las óperas El Barbero de Sevilla, Elixir de Amor. La Bohemia, Carmen y La Traviata, entre otras, así como más de 10 zarzuelas y musicales como La Novicia Rebelde y La Jaula de Las Locas. Su trabajo lo ha realizado con reconocidos actores de Nuevo León y figuras nacionales como Ofelia Guilmáin, Gustavo Rojo, Anabel Ferreira, Sylvia Pasquel, Isaura Espinoza, Eugenio León, Adal Ramones, Xavier López Chabelo y Alberto Estrella

## Obras
La revista Tramoya Archivado el 17 de junio de 2008 en Wayback Machine. publicó sus obras: Más bueno que el pan, Expreso a Nomeolvides, Todo queda en familia y El búcaro azul. Así mismo, la revista Repertorio publicó su obra: Las bestias escondidas. 
Las siguientes obras han sido publicadas por diversas editoriales: Los niños de sal, Círculos en el jardín, Rojos zapatos de mi corazón, Ansia de duraznos, Las bestias escondidas, El marasmo - Gobierno del Estado de Nuevo León, 1993; La gente de la lluvia, Muñecas de Arcadia, Genesio de cómico a santo, obra fársica en quince cuadros - Ediciones Castillo, 1995 y Genesio, de cómico a santo - CONACULTA 2005; Los no parientes, UANL, 2006, Siete fársicos encuentros - Gobierno del Estado de Nuevo León, 1995,  El búcaro azul - UANL, 1996, Sábado sin fin, Déjame que te cuente, La noche de los cornudos, Cuando el gallo ya no canta, El festín de las pelonas, La sonrisa en el espejo - CONARTE - UR, 2004, La gente de la lluvia - UANL, 2005, entre otras.
Sus libros La gente de la lluvia y Círculos en el jardín fueron presentados en la Feria del Libro de Monterrey en el 2007 y en 2005 respectivamente.
En 2013, publicó su libro: "Mármol en el cielo" apoyado por la Universidad de Monterrey y presentado por Ediciones El Milagro.

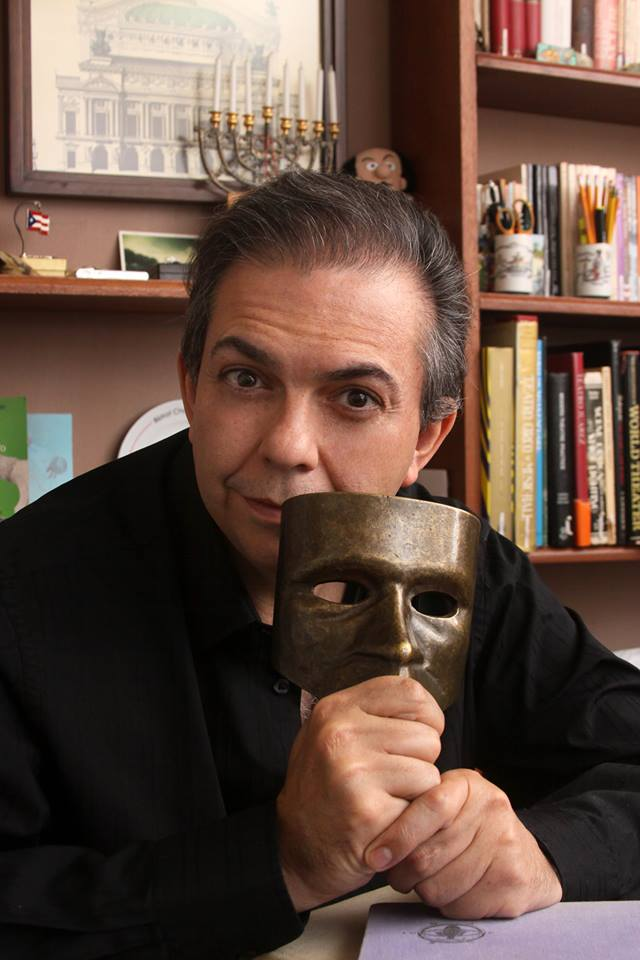
Miembro del Sistema Nacional de Creadores Artísticos

## Premios
Premio Nacional de Dramaturgia UANL - Ansia de duraznos, 1990
Premio Nacional de Dramaturgia UANL - Las Bestias escondidas, 1992 
Premio Publicación Municipio de Monterrey - Siete fársicos encuentros, 1993 
Premio Nacional de Teatro INBA / Gobierno de Baja California - Los niños de sal, 1994 
Apoyo para segunda versión de guion cine IMCINE - Los no parientes, 1996 
Premio Publicación CONARTE en antología Dramas Nuevo León - Rojos Zapatos de mi corazón, 1998 
Finalista Concurso Dramaturgia Jubileo de Roma - Genesio, de cómico a santo, 2000 
Premio Nacional de Teatro INBA / Gobierno de Baja California - Círculos en el jardín, 2004 
Premio Nacional de Dramaturgia UANL - La gente de la lluvia, 2004, 
El Gobierno del estado de Nuevo León le otorgó
la Medalla al Mérito Cívico en el 2013.